# Bejaarden Centraal
Bejaarden Centraal (BC) was een Nederlandse politieke partij. Zij nam deel aan de Tweede Kamerverkiezingen van 1989 maar behaalde geen zetels.

## Geschiedenis
Bejaarden Centraal werd opgericht op 2 februari 1989 en functioneerde onder leiding van partijvoorzitter H. Haffert. Haar officiële doelstelling was om de belangen van ouderen boven de 55 jaar te verdedigen in de politiek. Volgens de oprichters werd er door de regering niet naar ouderen geluisterd. Het beleid van Kabinet-Lubbers II werd door de oprichters namelijk beschouwd als een “aanslag op het inkomen van ouderen”. Volgens hen zouden ouderen financieel de dupe zijn van de door het kabinet aangekondigde hervormingen van het belastingstelsel en de gezondheidszorg. Bejaarden Centraal moest daarom tegenwicht bieden aan deze ontwikkelingen door in het parlement de belangen van ouderen centraal te stellen.
Het oorspronkelijke plan van Bejaarden Centraal was om zich eerst te richten op de gemeenteraadsverkiezingen van 21 maart 1990, om vervolgens in mei van dat jaar aan de Tweede Kamerverkiezingen mee te doen. Op 3 mei 1989 viel echter het kabinet na onenigheid over het beleid ten aanzien van het reiskostenforfait en werden er vervroegde verkiezingen aangekondigd. Bejaarden Centraal moest daarom haar plannen veranderen en direct een verkiezingscampagne voorbereiden. Het lukte de partij uiteindelijk om in 12 van de 19 kieskringen een lijst in te dienen. De lijsttrekker was de 63-jarige H.W. Pullens, voormalig directeur van een verzorgingshuis.
Bejaarden Centraal haalde bij de Tweede Kamerverkiezingen van 1989 uiteindelijk 7.884 stemmen, wat goed was voor 0,09% van het totaal. Dit was niet genoeg voor een zetel, en de partij bleef dus zonder parlementaire vertegenwoordiging. Veruit de meeste stemmen waren behaald in de provincie Zuid-Holland, gevolgd door Noord-Holland en Limburg. De partij heeft later niet opnieuw meegedaan aan de verkiezingen, mogelijk door de opkomst van andere ouderenpartijen zoals het Algemeen Ouderenverbond (AOV) en Unie 55+ tijdens de vroege jaren 90.

## Standpunten
Bejaarden Centraal beschouwde zichzelf als een “pragmatische partij met het oogmerk het algemeen Ouderenbelang in de politiek te verdedigen ter bevordering van de welvaart en het algemeen welzijn onder de ouderen in Nederland”. De partij richtte zich uitsluitend op politieke thema’s waarin de belangen van ouderen een rol speelden en op alle andere thema’s wenste zij een neutrale houding aan te nemen. Dit betekende dat de fractie van Bejaarden Centraal in het parlement eensgezind zou optreden bij stemmingen die van belang waren voor ouderen, maar bij overige voorstellen haar stemmen zou verdelen op een manier die evenredig was aan de steun die er was in het parlement als geheel. Als een dergelijk voorstel bijvoorbeeld kon rekenen op de steun van de helft van de Tweede Kamer, dan zou dus de helft van de fractie voor het voorstel stemmen.
Middels een verkiezingsprogramma stelde Bejaarden Centraal voor 1989 vast welke thema’s van belang waren voor ouderen en welk standpunt de partij daarin moest innemen. Het belangrijkste thema waren de AOW-uitkeringen. De partij bepleitte dat de AOW welvaartsvast moest worden en dat ouderen gecompenseerd moesten worden voor het koopkrachtverlies dat ze in de afgelopen jaren hadden opgelopen. Ook moest de AOW losgekoppeld worden van andere sociale voorzieningen.
Een ander belangrijk thema was de gezondheidszorg. De partij keerde zich tegen het hervormingsprogramma dat bekend stonden als het Plan-Dekker, dat ertoe zou leiden dat ouderen meer zouden gaan betalen voor specialistische zorg die buiten het basispakket viel. Ook wilde de partij zich inzetten voor meer bejaardenoorden en verpleegtehuizen en een einde maken aan bezuinigingen in deze sector. Tegelijkertijd wilde de partij ervoor zorgen dat ouderen langer thuis konden wonen door voldoende thuishulp te bieden. Deze onderwerpen hadden veel politieke urgentie vanwege de toename van dementie onder Nederlandse ouderen. Ten aanzien van euthanasie nam de partij een kritische houding aan. Ouderen moesten volgens haar het recht hebben om een medische behandeling te weigeren of stop te zetten, maar het mogelijk maken van actieve euthanasie vond de partij onverstandig.
Naast de bevordering van de financiële situatie van ouderen pleitte Bejaarden Centraal ook voor meer politiek zeggenschap voor ouderen via inspraakorganen. Daarnaast wilde zijn dat er een Ombudsman werd aangesteld die ouderen hulp kon bieden. Ook moest er op de arbeidsmarkt een effectief verbod op leeftijdsdiscriminatie komen.

## Kritiek
Na haar besluit om mee te doen aan de Tweede Kamerverkiezingen kreeg Bejaarden Centraal kritiek te verduren van de Algemene Nederlandse Bond voor Ouderen (ANBO). De bond was namelijk tegen de oprichting van een speciale politieke partij voor ouderen. Zij vreesde dat een dergelijke partij altijd klein zou blijven en er daarnaast voor zou zorgen dat de rest van de partijen minder aandacht zouden besteden aan de problemen van ouderen. De ANBO riep ouderen dan ook op om zich niet aan te sluiten bij een speciale ouderenpartij, maar om hun stem binnen de gevestigde partijen te laten horen. Bejaarden Centraal had echter het vertrouwen verloren in deze partijen dankzij het gevoerde kabinetsbeleid ten aanzien van ouderen. Zij was tot de conclusie gekomen dat ouderen niets zouden kunnen bereiken zolang ze versnipperd waren over de bestaande politieke partijen. Zij zette haar verkiezingsdeelname daarom door zonder steun van de ANBO.